# باشگاه فوتبال لینکولن رد ایمپس
باشگاه فوتبال لینکولن رد ایمپس (انگلیسی: Lincoln Red Imps F.C.) یک باشگاه فوتبال جبل‌الطارق است. استادیوم اختصاصی این تیم ورزشگاه ویکتوریا می باشد. این تیم اولین تیم از کشور جبل الطارق بوده است که در سال ۲۰۱۴ به لیگ قهرمانان اروپا راه یافت.